# 觀音彩

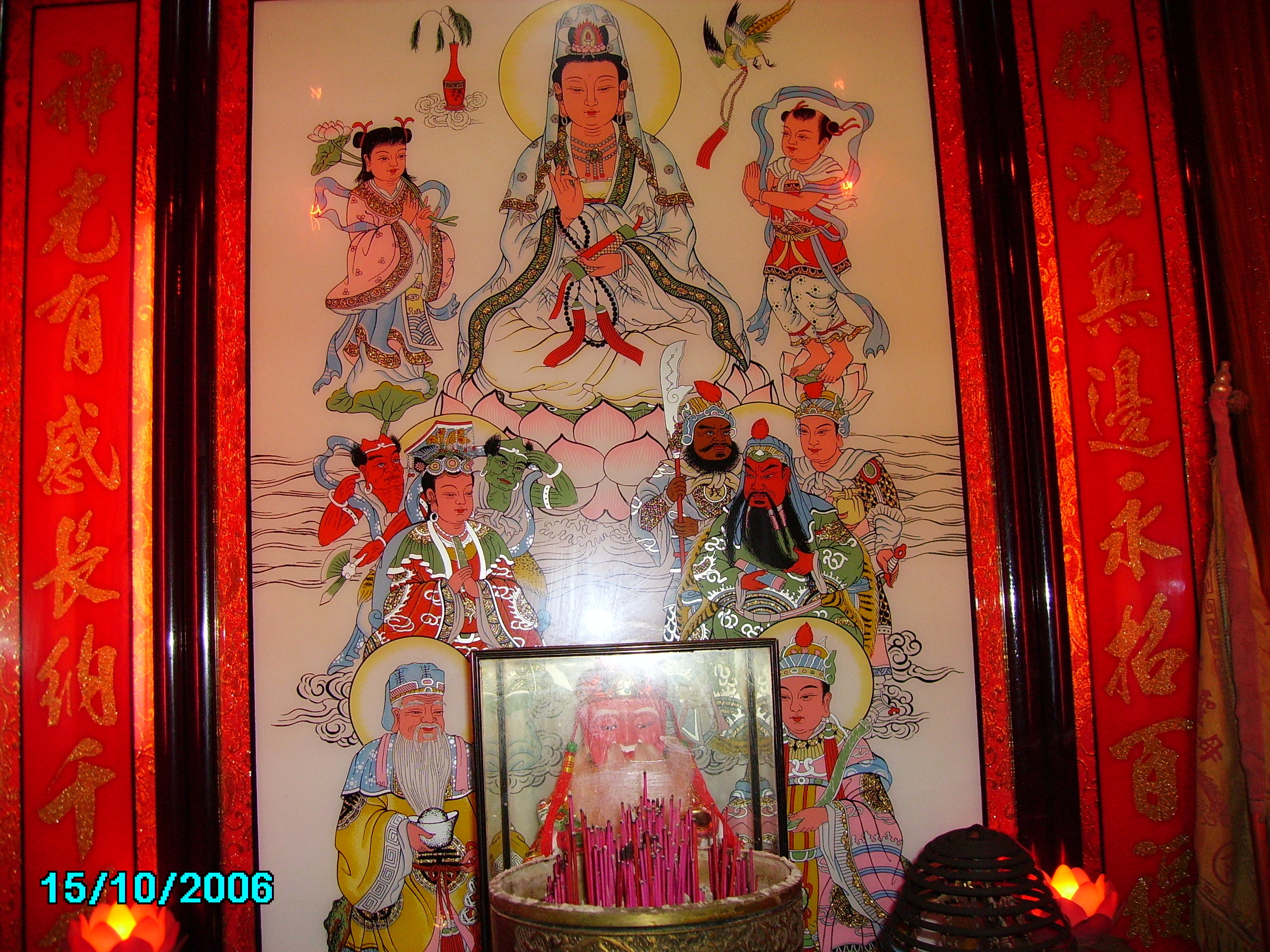
台灣常見的觀音媽聯。前方供奉土地公木雕神像。

觀音彩，又稱觀音媽聯、觀音漆等，為台灣家庭、神明廳、佛堂中相當普遍盛行的以觀世音菩薩為主的祭拜用神明繪像（神明彩的一種）。今即使於台灣都會區的公寓或大樓，該繪像擺設仍常置於客廳，並通常會釘於吉位牆壁上。因為該神明繪像最主要及最上方圖像為觀世音菩薩，因此以觀音彩名之。
台灣之觀音彩本無一定格式，有單繪觀音像的，有繪觀音像與善才童子的，也有繪觀音及善才龍女的。近現代因印刷技巧等因素，繪像圖案漸趨一致。其中除了觀世音及旁祀善才龍女外，尚有多尊台灣佛道教徒所信仰的神祇。另外，觀音彩仔兩側通常會加裝文字對聯，觀音彩的本身材質常是木材或壓克力，上面偶會覆蓋防塵用玻璃。

## 起源
屬於移民社會的台灣，其觀音信仰多源自中國閩南的泉州、漳州兩地，其發展軌跡與持色，與台灣佛教十分相近，都受其民間信仰影響甚深。
一般來說，觀音菩薩慈悲靈應、廣度世人的形象深植民心，台灣民間信仰者仍多主祀、旁祀觀音菩薩，觀音菩薩亦是佛教、民間信仰均祭祀之神明。基於此理由，以觀音為主，旁祀民間諸神的祭祀用繪像，就此因應而生。而此繪像以觀音為最主要神祇，所以閩南語稱為觀音彩仔、或觀音漆仔。
台灣觀音信仰中的主神觀音，常被稱為觀音佛祖、觀音菩薩、觀音媽、觀音大士、觀世音等，其形象通常為女性，另外，也有所謂的千手觀音。因觀音被民間信仰者稱為觀音佛祖或簡稱「佛祖」，故稱為「佛祖漆」。然而「佛祖」這個稱呼，在台灣常與釋迦牟尼佛混淆。

## 規格與設置
觀音彩繪像的大小長寬並無制式的尺寸，通常會依神案所使用的神明桌寬度而增減。例如上座寬5.8台尺的神明桌，連同兩側文字對聯的觀音彩則約也是5.8台尺左右。除此，近現代觀音彩亦會斟酌是否放置公媽（祖先）彩或公媽牌位而增減長寬尺寸。一般來說，公媽彩祭祀裝置不得侵犯觀音彩。
除了平面式神桌外，觀音彩亦有配合神龕式神案專用的、不必固定於牆壁上之標準制式化規格繪像。因為有溝條、抽屜式接條、邊條且不用考慮造字吉祥禁忌，因此深受歡迎，今觀音彩仔以此種為大宗。

## 觀音彩圖樣

### 單一觀音像
觀音彩於台灣日治時期之前即出現，根據台灣歷史博物館收藏的早期觀音彩顯示，只有簡略的觀音菩薩黑白繪像。如今亦有僅繪單一觀世音菩薩像，或送子觀音，可能配有善財童子一神，或者善財龍女。

## 其他
為了配合佛廳擺設等因素，觀音彩兩側通常會加裝文字對聯。若為普通信徒，有時也會配合神桌上的公媽神位及公媽爐加上公媽彩。若是住家，在觀音彩旁，有時也會加上公媽彩。公媽（祖先）彩一般是繪有福祿壽三仙的，也有單寫一個金色或紅色「壽」字的；甚至為佛教化，而繪有救度六道眾生的大願地藏菩薩立像的。